# Třída Kageró
Třída Kageró (japonsky 陽炎型 Kageró-gata) sestávala z 19 „torpédoborců první třídy“ (一等駆逐艦 Ittó kučikukan) japonského císařského námořnictva, postavených v letech 1939 až 1941 a bojujících ve druhé světové válce. Císařské námořnictvo je (spolu s následující třídou Júgumo) označovalo jako torpédoborce typu A (甲型駆逐艦 Kó-gata kučikukan). Se svojí hlavní výzbrojí šesti 127mm kanónů a osmi 610mm torpédometů se v době svého vzniku jednotky této třídy vyrovnaly torpédoborcům případných protivníků, či je dokonce předčily.
Všechny jednotky se aktivně účastnily bojů v Pacifiku od prvních dnů války. Doprovázely těžké jednotky floty, podporovaly vylodění, v rámci tokijského expresu dopravovaly zásoby a posily na ostrovy v Šalomounech, kryly a prováděly evakuace stahovaných jednotek. Toto nasazení si ale mezi nimi vybralo svoji daň: z 19 jednotek se konce války dočkal pouze Jukikaze. Ze zbývajících osmnácti bylo šest potopeno leteckým útokem, pět ponorkami, pět jednotek bylo potopeno v souboji s hladinovými silami nepřítele, jedna najetím na minu a dvě kombinací min a leteckého útoku.
Jediná přeživší jednotka (Jukikaze) byla po válce v roce 1947 předána Čínské republice, kde sloužila pod jménem Tan-jang (DD-12) až do roku 1970.

## Program 1937 a 1939
V terminologii japonského námořnictva byly torpédoborce třídy Kageró torpédoborci typu A, tedy velkými oceánskými jednotkami, určenými k doprovodu velkých jednotek japonského Spojeného loďstva. Požadavky na novou třídu torpédoborců byly: rychlost nejméně 36 uzlů, dosah 5000 námořních mil při 18 uzlech a výzbroj odpovídající torpédoborcům třídy Fubuki. To vše při velikosti ne větší, než u Fubuki. Stavba prvních 15 jednotek byla schválena na základě programu z roku 1937. Tyto jednotky obdržely trupová čísla 17 až 31.
Součástí programu z roku 1937 ale byly i tři fiktivní jednotky, které sice nikdy neměly být postaveny, ale jejichž fiktivní existence měla zakrýt alokaci zdrojů na utajovanou stavbu bitevních lodí třídy Jamato.
Následující program z roku 1939 pak počítal se stavbou posledních čtyř jednotek této třídy (Araši, Hagikaze, Maikaze a Akigumo), které obdržely trupová čísla 112 až 115. Trupové číslo 116 pak dostala první jednotka následující třídy Júgumo. To vedlo po válce k častému – a podle Nevitta chybnému – zařazení poslední jednotky Akigumo do třídy Júgumo (na základě podobnosti jména a zařazení Akigumo do 10. divize torpédoborců, která jinak byla vybavena torpédoborci třídy Júgumo). Proto se v literatuře lze setkat i s údajem, že třída Kageró měla pouze 18 jednotek.

## Konstrukce
Třída Kageró vycházela z předchozí třídy Asašio. Tomu odpovídala i dvoukomínová silueta a rozmístění výzbroje.

### Pohon
Pohon zajišťovaly dvě sestavy turbín Kanpon, které byly umístěny vedle sebe v jedné strojovně. Každá sestava se skládala z jedné vysokotlaké, jedné středotlaké a jedné nízkotlaké turbíny, které přes převodovku poháněly jednu hřídel. Každá sestava měla výkon 26 000 k (15 445,5 kW) při 380 otáčkách lodního šroubu za minutu.
Každá sestava měla navíc jednu vysokotlakou a jednu nízkotlakou turbínu pro plavbu cestovní rychlostí, které byly přes převodovku napojeny na středotlakou turbínu. Při plavbě cestovní rychlostí vstupovala pára do vysokotlaké cestovní turbíny a pokračovala přes nízkotlakou cestovní do nízkotlaké hlavní turbíny. Pro plavbu vysokou rychlostí byly obě cestovní turbíny odpojeny a pára šla přes vysokotlakou hlavní turbínu do středotlaké a nakonec nízkotlaké turbíny. Takovéto složení a zapojení sestavy se objevilo na japonských torpédoborcích vůbec poprvé a po třídě Kageró ji převzaly i jednotky tříd Júgumo a Akizuki.
Přehřátou páru pro turbíny generovaly tři vodotrubné kotle Ro-gó Kanpon šiki. Na většině jednotek se jednalo o přehřátou páru o teplotě 350 °C a tlaku 426 lb/in2 (2937,2 kPa). Výjimku tvořil Amacukaze, jehož nový experimentální typ kotlů vyvíjel přehřátou páru o teplotě 400 °C a tlaku 40 kg/cm2 (3921,6 kPa). Kotle byly umístěny ve třech kotelnách: v přední a zadní kotelně byl kotel umístěn u zadní stěny (vodotěsné přepážky) a v prostřední kotelně u přední stěny. Přední komín sdružoval kouřovody z přední a prostřední kotelny, zadní komín odváděl spaliny ze zadní kotelny.

### Výzbroj
Hlavní dělostřeleckou výzbroj představovalo šest 127mm kanónů typu 3. roku ve dvouhlavňových dělových věžích typu C: jedné na přídi a dvěma na zádi. Děla hlavní baterie se dala použít nejenom pro palbu na hladinové a pozemní cíle, ale i k protivzdušné obraně.
Torpéda byla odpalována ze dvou otočných zakrytovaných čtyřhlavňových 610mm torpédometů typu 92 model 4, které byly otáčeny motorem na stlačený vzduch. Přední torpédomet byl umístěn ve vybrání na nástavbě mezi komíny a zadní se nacházel na palubě před zadní nástavbou. Nabíjecí zařízení (se čtyřmi náhradními torpédy) pro zadní torpédomet se nacházelo za torpédometem po levé straně zadní nástavby. Nabíjecí zařízení pro přední torpédomet se nacházelo po obou stranách předního komínu (dvě a dvě torpéda), čímž se Kageró na první pohled odlišovaly od předchozí třídy Asašio. Další odlišností bylo ukončení přední paluby hned za můstkem, takže přední stěžeň byl již umístěn na hlavní palubě.
Dva dvouhlavňové protiletadlové kanóny ráže 25 mm se nacházely po obou stranách zadního komínu. Na zádi se nacházel vrhač hlubinných náloží.

### Nedostatky
Stejně jako ostatní lodě japonského námořnictva trpěla třída Kageró zaostalostí japonské radarové techniky a stejně jako většina předválečných torpédoborců měla v původní konfiguraci slabou protiponorkovou i protiletadlovou výzbroj.

## Pozdější modifikace
Pozdější úpravy se hlavně zaměřovaly na zlepšování radarového vybavení a protiletadlové a protiponorkové výzbroje u přeživších jednotek. Torpédoborec Hamakaze tak jako první japonský torpédoborec získal koncem roku 1942 centimetrový přehledový radar 22-gó proti vzdušným i hladinovým cílům, který byl následně instalován i na zbývající jednotky. Dalším instalovaným radarem v pozdější fázi války byl metrový přehledový radar 13-gó pro sledování vzdušných cílů.
Postupně byla posilována protiletadlová výzbroj instalací dalších 25mm kanónů v dvou-, tří- a jednohlavňovém uspořádání. Na přeživších jednotkách byla na přelomu let 1943 a 1944 demontována dělová věž číslo 2 na zádi (pozice X) a nahrazena za dva trojhlavňové 25mm komplety. Koncem války mohlo dojít rovněž k instalaci 13,2mm kulometů typu 93 v jednohlavňových lafetacích.

## Jednotky třídyKageró
| Číslo    | Jméno               | Loděnice           | Položení kýlu      | Spuštění           | Přijetí do služby     | Osud |
| -------- | ------------------- | ------------------ | ------------------ | ------------------ | --------------------- | --- |
| 17       | Kageró (陽炎)       | arzenál Maizuru    | 3. září 1937       | 27. září 1938      | 6. listopadu 1939     | 8. května 1943 najel na minu a potopen následujícími leteckými útoky jihozápadně od ostrova Kolombangara            |
| 18       | Širanui (不知火)    | Uraga, Jokosuka    | 30. srpna 1937     | 28. června 1938    | 20. prosince 1939     | 27. října 1944 potopen letadly TF 77 severně od ostrova Panay                                                       |
| 19       | Kurošio (黒潮)      | Fudžinagata, Ósaka | 31. srpna 1937     | 25. října 1938     | 27. ledna 1940        | 8. května 1943 najel na minu jihozápadně od ostrova Kolombangara                                                    |
| 20       | Ojašio (親潮)       | arzenál Maizuru    | 29. března 1938    | 29. listopadu 1938 | 20. srpna 1940        | 8. května 1943 najel na minu a potopen následujícími leteckými útoky jihozápadně od ostrova Kolombangara            |
| 21       | Hajašio (早潮)      | Uraga, Jokosuka    | 30. června 1938    | 19. dubna 1939     | 31. srpna 1940        | 24. listopadu 1942 poškozen americkými bombardéry a doražen torpédoborcem Širacuju v Huonově zálivu                 |
| 22       | Nacušio (夏潮)      | Fudžinagata, Ósaka | 9. prosince 1937   | 23. února 1939     | 31. srpna 1940        | 9. února 1942 potopen ponorkou USS S-37 u jihozápadního pobřeží ostrova Celebes                                     |
| 23       | Hacukaze (初風)     | Kawasaki, Kóbe     | 3. prosince 1937   | 24. ledna 1939     | 15. února 1940        | 2. listopadu 1943 potopen americkými torpédoborci po kolizi s křižníkem Mjókó v bitvě v zátoce císařovny Augusty    |
| 24       | Jukikaze (雪風)     | arzenál Sasebo     | 2. září 1938       | 24. března 1939    | 20. ledna 1940        | 6. července 1947 předán námořnictvu čínských nacionalistů, přejmenován na DD-12 Tchang Jen (丹陽) a sešrotován 1970 |
| 25       | Amacukaze (天津風)  | arzenál Maizuru    | 14. února 1939     | 19. října 1939     | 26. října 1940        | 6. dubna 1945 najel na břeh po útoku amerických letadel u Sia-men                                                   |
| 26       | Tokicukaze (時津風) | Uraga, Jokosuka    | 20. února 1939     | 10. listopadu 1939 | 15. prosince 1940     | 4. března 1943 potopen letadly během bitvy v Bismarckově moři                                                       |
| 27       | Urakaze (浦風)      | Fudžinagata, Ósaka | 11. dubna 1939     | 19. dubna 1940     | 15. prosince 1940     | 21. listopadu 1944 potopen ponorkou USS Sealion severně od Formosy                                                  |
| 28       | Isokaze (磯風)      | arzenál Sasebo     | 25. listopadu 1938 | 19. června 1939    | 30. listopadu 1940    | 7. dubna 1945 poškozen letadly TF 58 při operaci Ten-gó a doražen torpédoborcem Jukikaze                            |
| 29       | Hamakaze (浜風)     | Uraga, Jokosuka    | 20. listopadu 1939 | 25. listopadu 1940 | 30. června 1941       | 7. dubna 1945 potopen letadly TF 58 při operaci Ten-gó                                                              |
| 30       | Tanikaze (谷風)     | Fudžinagata, Ósaka | 18. září 1939      | 1. listopadu 1940  | 25. dubna 1941        | 9. června 1944 potopen ponorkou USS Harder jihozápadně od ostrova Jolo                                              |
| 31       | Nowaki (野分)       | arzenál Maizuru    | 8. listopadu 1939  | 17. září 1940      | 28. dubna 1941        | 26. října 1944 potopen americkými křižníky a torpédoborcem po bitvě u ostrova Samar                                 |
| 32 33 34 |                     |                    |                    |                    | Tři fiktivní jednotky | |
| 112      | Araši (嵐)          | arzenál Maizuru    | 4. května 1939     | 22. dubna 1940     | 27. ledna 1941        | 7. srpna 1943 potopen americkými torpédoborci v bitvě v zálivu Vella                                                |
| 113      | Hagikaze (萩風)     | Uraga, Jokosuka    | 23. května 1939    | 18. června 1940    | 31. března 1941       | 7. srpna 1943 potopen americkými torpédoborci v bitvě v zálivu Vella                                                |
| 114      | Maikaze (舞風)      | Fudžinagata, Ósaka | 22. dubna 1940     | 13. března 1941    | 15. července 1941     | 17. února 1944 potopen americkými křižníky během operace Hailstone                                                  |
| 115      | Akigumo (秋雲)      | Uraga, Jokosuka    | 2. července 1940   | 11. dubna 1941     | 27. září 1941         | 11. dubna 1944 potopen ponorkou USS Redfin severovýchodně od ostrova Basilan                                        |